# Deomyinae
Los deomiinos (Deomyinae) son una subfamilia de roedores miomorfos de la familia Muridae. Contiene cuatro géneros que estaban colocados en las subfamilias Murinae o Dendromurinae hasta 2000. A veces se los llama Acomyinae.
Los Deomyinae no comparten características morfológicas que pueden utilizarse para separarlos de otros Muroidea, aunque se ha sugerido los delicados aspectos del tercer molar superior. Esta subfamilia está unida solamente por mutaciones genéticas compartidas. Estas conclusiones se han demostrado con buen ajuste estadístico usando ADN nuclear y mitocondrial, e hibridación ADN-ADN. 
El estudio publicado por Maden et al. (2023) encontró que esta subfamilia de roedores presenta una serie de osteodermos en la cola, una característica que comparte con algunos individuos del Suborden  Xenarthra (Orden Cingulata y Familia Mylodontidae).
Debido a la falta de caracteres físicos soportes del grupo, es muy posible que esta subfamilia, como se la conoce ahora, sea sujeto de agrandamientos. Muchos de los géneros actualmente en Murinae o en Dendromurinae nunca lo estuvieran sin se incluyera un análisis de filogenia molecular. 
Todos los géneros se hallan en África, sugiriendo que los Deomyinae pueden haberse originado allí. Los ratones espinosos del género Acomys también están en presentes en Medio Oriente.

## Géneros
Hay 4 géneros y 42 especies incluidas en los Deomyinae.
- Subfamilia Deomyinae
  - Acomys
  - Deomys
  - Lophuromys
  - Uranomys